# Pension
En pension er en løbende ydelse, som en person modtager efter at have trukket sig tilbage fra arbejdsmarkedet.
I Danmark findes folkepension, som alle kan få når de rammer folkepensionsalderen. Derudover kan der været forskellige privattegnede pensionsordninger, som kan inkludere aldersopsparing (tidligere kapitalpension), ratepension og/eller livrente.
Skyldes pensioneringen uarbejdsdygtighed, er den offentlige ydelse førtidspension, og er der tegnet en privat invaliderente eller invalidepension, kan der udbetales ydelse fra dem. Begrebet dækker også over ægtefælle- og børnepensioner, der er løbende ydelser til efterladte.

## Pension i forskellige lande

### Pension i Danmark
Pension i Danmark er opdelt i tre søjler:
- Første søjle er den generelle, lovbestemte, skattefinansierede og basale pension, folkepensionen.[2] Den består af et grundbeløb, som alle over pensionsalderen har ret til, og tillæg til personer med særligt behov. Ved ophold i udlandet kan man kun få en del af folkepensionen, den såkaldte brøkpension

- Anden søjle er supplerende arbejdsmarkedspensionsordninger, der er baseret på individuel opsparing efter bestemmelser i kollektive overenskomster mellem lønmodtagernes organisationer og arbejdsgivernes organisationer eller enkeltvirksomheder[2]

- Tredje søjle er supplerende individuelle pensionsordninger[2]

Arbejdsmarkedets Tillægspension (ATP) kan dække både første og anden søjle, idet den er lovbestemt, men individuel og opsparingsbaseret.